# Bereg (Sombor, Srbija)
Bereg (također i Bački Brijeg, srp. Бачки Брег, mađ. Béreg, nje. Bereg) je selo u Bačkoj u autonomnoj pokrajini Vojvodini u Srbiji. Nalazi se u okolici grada Sombora.
U Beregu Hrvati (iz podskupine Šokaca) čine natpolovičnu većinu. 2002. je Bereg imao 1388 stanovnika.

## Zemljopisni položaj
Selo je podignuto na jednom manjem uzvišenju, na brijegu, čime je bilo zaštićeno od poplava.

Nalazi se na 45°55' sjeverne zemljopisne širine i 18°56' istočne zemljopisne dužine, sjeverno od Sombora (28 km), Bezdana i Koluta, zapadno od Gakova i istočno od Dunava, Bajskog kanala i šume Karapandže.

## Upravna organizacija
Nalazi se u zapadnobačkom okrugu, u općini Sombor. Jedna je od najmanjih mjesnih zajednica.

## Ime
Ime "Bereg" dolazi od stsl. "bereg", u značenju "obala", "rub".

Drugo ime za selo "Bački Brijeg" dolazi od opisa položaja - selo je u Bačkoj, na manjoj uzvisini, brijegu.

## Povijest
Prvi put se spominje 1319. godine. 1620. ga naseljavaju Hrvati (i to iz skupine Šokaca). Hrvati koji su sedoselili u Bereg podrijetlom su iz Klisa kraj Splita. Prva crkva je sagrađena 1740. godine. U 18. stoljeću, doseljavaju se i Nijemci i Mađari.

## Kultura
Bereg je poznat kao rasadnik vrsnih tamburaša.
Dio programa žetvene manifestacije bunjevačkih Hrvata, Dužijance se održava u Beregu.
Tradicionalna manifestacija „Šokačko prelo“ (od 1998.) u organizaciji Hrvatskog kulturno-prosvjetnog društva „Silvije Strahimir Kranjčević“.
Etno-kuća, u kakvima su živjeli Hrvati ovih prostora.

## Promet
Ovo selo je nekad imalo željezničku vezu.

Na kraju ovog sela se nalazi državna granica, odnosno državni granični prijelaz u Mađarsku.

Postoje očekivanja o prerastanju ovog prijelaza u Međunarodni teretni prijelaz.

Po stanju stvari (listopad 2004.), Bereg je prometno izolirano selo.

## Gospodarstvo
Od nekad razvijenije gospodarske strukture, danas u Beregu djeluju samo škola, pošta, ambulanta i nešto prodavaonica. Nezaposlenost je veliki problem Berega.

Uz prometnu izoliranost, gašenje ili premještenje značajnijih gospodarskih subjekata (poljodjelska zadruga i tiskara) u susjedni Bezdan, Berežani su osuđeni na iseljavanje ili na rad izvan sela (Bezdan, Sombor ili čak u Hrvatsku).
Danas se stanovništvo bavi poljodjelstvom, i to uzgojem žitarica: kukuruza i pšenice. Postoje inicijative i za uzgojem paprike.

Povoljni prirodni resursi (šuma Karapandža i Bajski kanal) daju uvjete za kvalitetno lovstvo i ribolov.

## Šport
Športska društva i klubovi koji ovdje djeluju su:
- nogomet: Dinamo 1923[7]
- šah: Bački Breg[8]

## Stanovništvo
Narodnosni sastav 2002.: 
- Hrvati = 738 (53,17%)
- Srbi = 344 (24,78%)
- "Jugoslaveni" = 67 (4,83%)
- Mađari = 34 (2,45%)
- ostali

Hrvati su većinom iz šokačke skupine. Unatoč tome što su većina u selu, hrvatski se jezik ne izučava u školi (stanje u listopadu 2004.).

### Povijesna naseljenost
- 1961.: 2045
- 1971.: 2006
- 1981.: 1770
- 1991.: 1585
- 2002.: 1388

## Hrvati u Beregu
Bereg danas (po stanju od 15. prosinca 2002.) daje 4 elektora u Hrvatsko nacionalno vijeće Republike Srbije.

### Hrvatske ustanove u Beregu
- hrvatsko kulturno-prosvjetno društvo "Silvije Strahimir Kranjčević"

Ovaj HKPD ima svoje korijene u KUD-u "Seljačka sloga" osnovanom 1927. Najstarije je hrvatsko društvo u Podunavlju.

HKPD "Kranjčević" svake godine organizira manifestacije "Šokačko prelo" i "Mikine dane" s likovnom kolonijom.
- "Bereški tamburaši" (predšasnik mu je bilo "Mikino šokačko tamburaško društvo")

## Poznati stanovnici
- Ante Jakšić (1912. – 1987.), hrvatski pjesnik
- Mika Ivošev Kuzma (1901. – 1959.), violinist
- fra Stipan Vujević (1837. – 1905.), hrv. pjesnik i preporoditelj
- Marina Balažev (1978.), hrvatska književnica za djecu
- Zlatko Gorjanac, novinar i hrv. pjesnik

## Vanjske poveznice
- Hrvatska riječ  Arhivirana inačica izvorne stranice od 27. rujna 2007. (Wayback Machine) Šokačko prelo u Bačkom Brijegu
- Hrvatska riječ[neaktivna poveznica] Obala šokačkoga vapaja i nade
- Hrvatska riječ[neaktivna poveznica] Vrsnom violinistu na čast i spomen
- Bereg  Arhivirana inačica izvorne stranice od 21. svibnja 2007. (Wayback Machine)
- www.soinfo.org